# Song (emoción)
Song es una emoción registrada entre el pueblo Ifaluk, los habitantes de un atolón de la Micronesia, y descrita por la antropóloga Catherine Lutz. Según Lutz, ante una transgresión moral, como puede ser la de romper un tabú, los integrantes de la comunidad Ifaluk experimentan lo que se considera la ira «justificada», una especie de estado que permite rechazar socialmente, criticar e incluso amenazar al perpetrador - todo menos agredirle físicamente.
Por otra parte, el perpetrador de la transgresión, al ser "víctima" del song padece una emoción llamada metagu, lo cual le impulsa a remediarlo, a pedir disculpas o a ofrecer un regalo en compensación.